# Léré, Cher
Léré je naselje in občina v osrednjem francoskem departmaju Cher regije Center. Leta 1999 je naselje imelo 1.296 prebivalcev.

## Geografija
Kraj leži v pokrajini Berry 56 km severovzhodno od Bourgesa.

## Uprava
Léré je sedež istoimenskega kantona, v katerega so poleg njegove vključene še občine Belleville-sur-Loire, Boulleret, Sainte-Gemme-en-Sancerrois, Santranges, Savigny-en-Sancerre in Sury-près-Léré s 6.122 prebivalci.
Kanton Léré je sestavni del okrožja Bourges.

## Zanimivosti
- cerkev sv. Martina iz 14. stoletja,
- graščina iz 15. stoletja,
- château de Villate iz 15. stoletja.